# Yamaha YA-1
La Yamaha YA-1 es la primera motocicleta producida por Yamaha Motor Company. Fue fabricada desde 1955 hasta 1958. Este fue también el primer vehículo en Japón en tener un sistema primario de arranque (lo que permite que el motor arranque con la transmisión en marcha). La Sociedad de Ingenieros Automotrices de Japón (en japonés), incluye la Yamaha 125YA-1 de 1955 como uno de sus 240 Puntos de referencia de la Tecnología Automotriz Japonesa.

## Antecedentes

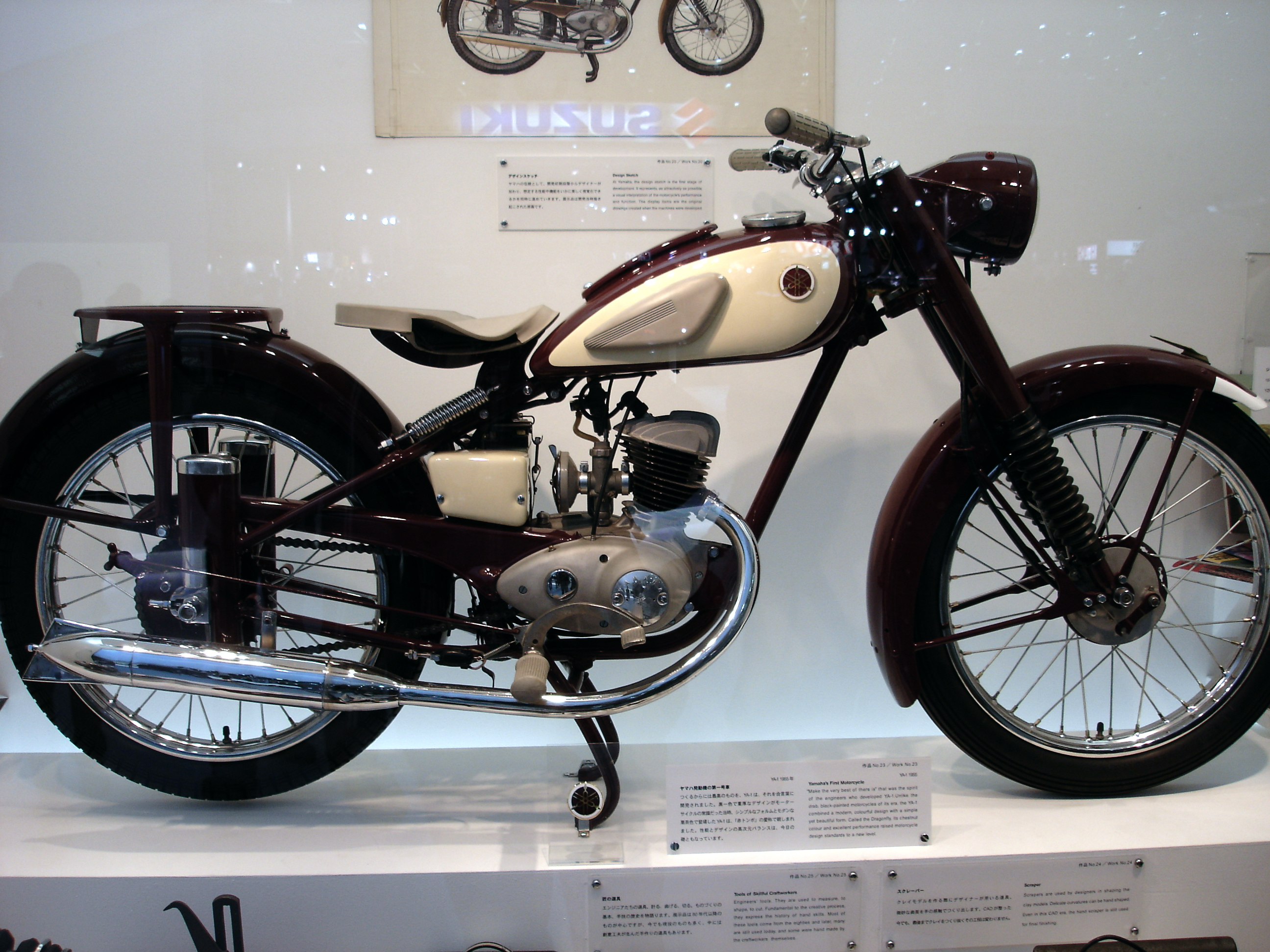
Yamaha YA-1 en el Salón del Automóvil de Tokio en 2005

A principios de la década de 1950, Yamaha tuvo que reemplazar sus fábricas de instrumentos musicales, ya que sufrieron graves daños durante la guerra. Yamaha también se enfrentaba a la conversión industrial de las máquinas herramienta de fábrica que se habían utilizado durante la guerra para la producción de tanques de combustible, partes de ala y hélices para aviones de la Armada Imperial Japonesa, como el caza Mitsubishi A6M Zero.
Al igual que en los países europeos, la motocicleta se había convertido en un medio de transporte generalizado en Japón después de la Segunda Guerra Mundial debido a la facilidad de producción y la economía de compra y uso. La producción de motocicletas japonesas aumentó de 10,000 unidades en 1950 a 750,000 en 1954, con más de 100 fabricantes nacionales.
Debido a la fuerte expansión del mercado, Yamaha Motor Co. decidió convertirse a la producción de motocicletas, y al principio encontró la necesidad de lidiar con altas especificaciones para los clientes con necesidades más bien limitadas, especialmente en vista del reducido número de potencial de producción. 

## La libélula roja
En enero de 1955, la fábrica de Hamana de Nippon Gakki (instrumento de Japón) en Hamakita estaba lista para comenzar la producción del YA-1, y las primeras bicicletas se entregaron a los concesionarios en febrero. Esta nueva motocicleta había sido fuertemente influenciada por el contemporáneo modelo DKW RT125, y al igual que la DKW fue impulsada por un motor de 125 cc de dos tiempos y un solo cilindro, pero los diseñadores de YA-1 prestaron especial atención a los materiales, el ensamblaje y las actualizaciones de ingeniería. como pasar de una transmisión de tres velocidades a una de cuatro velocidades. Con confianza en la nueva dirección que estaba tomando Genichi Kawakami, Nippon Gakki fundó Yamaha Motor Co., Ltd. el 1 de julio de 1955 e hizo de Kawakami el primer presidente de la nueva compañía. Con una plantilla de 275 empleados, el nuevo fabricante de motocicletas construyó aproximadamente 200 unidades por mes a fines de 1955.
Ese mismo año, Yamaha ingresó a su nuevo YA-1 en los dos mayores eventos de carreras en Japón. Era la tercera carrera de ascenso al Monte Fuji se celebró en julio de 1955 y la primera carrera de Asama Highlands en noviembre. En estas carreras de debut, Yamaha ganó la clase de 125 cc.
Al año siguiente, el YA-1 volvió a ganar en las clases Light y Ultra-light de Asama Highlands Race. El YA-1 pronto estableció una reputación como una máquina confiable y de alta calidad, que los entusiastas japoneses apodaron cariñosamente como Aka-tombo (赤トンボ, "Libélula Roja") por su forma esbelta y su elegante acabado en rojo castaño. El excelente rendimiento de la carrera hizo que el YA-1 fuera mucho más deseable, a pesar de su precio de ¥138,000 en 1955 (en comparación, el salario inicial de un graduado universitario masculino era de ¥10,780 en promedio).
Gracias a la popularidad del YA-1, un modelo YB-1 con un desplazamiento de 4 cc más grande (que permite que el motor funcione más lento) se produjo más tarde en 1955. Un verdadero sucesor del YA-1, el YC-1 de 175cc se estaba produciendo en abril de 1956.

### Sistema de arranque primario
La YA-1 fue la primera motocicleta japonesa en aprovechar un mecanismo de arranque primario.
Anteriormente, las motocicletas con un sistema de arranque no primario utilizaban el eje de entrada de la transmisión y el cubo del embrague para conectar la palanca de arranque al cigüeñal. Por lo tanto, fue necesario que el motociclista pusiera primero la transmisión en punto muerto y luego enganchara el embrague antes de arrancar el motor presionando la palanca de arranque. Con su sistema de arranque primario, el motor YA-1 está equipado con un mecanismo en el que se gira el engranaje impulsado primario por medio de un engranaje de ralentí y un piñón. Esto permite al conductor simplemente tirar de la palanca del embrague en el manillar (es decir, desconectar el embrague) y luego arrancar el motor, independientemente de si la transmisión está en punto muerto o en cualquier engranaje. Este mecanismo es ahora el sistema establecido de arranque para motocicletas en todo el mundo.

## Yamaha Y125 Moegi concept bike

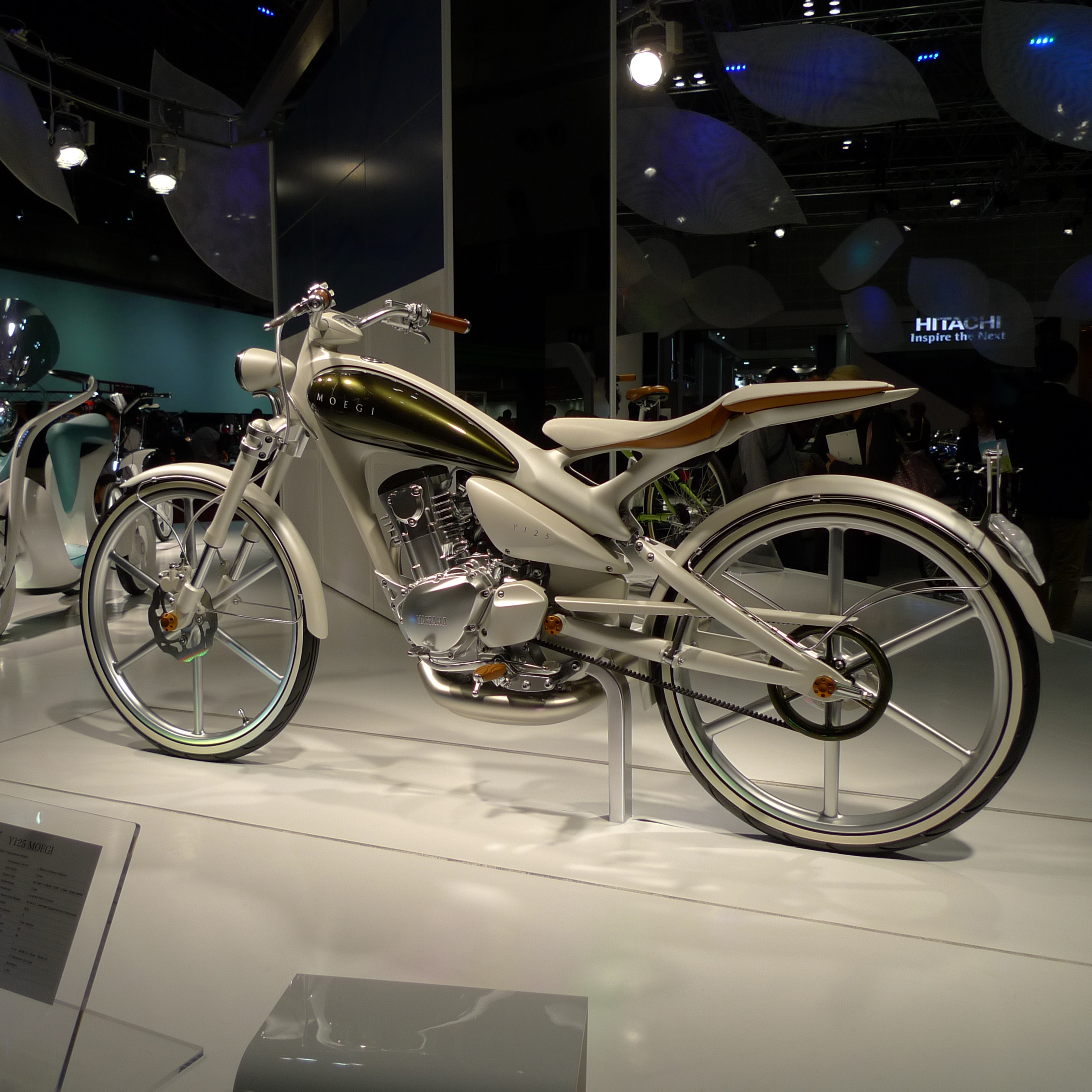
Yamaha Y125 Moegi concept bike, Salón del Automóvil de Tokio de 2011

El Salón del Automóvil de Tokio de 2011 incluyó una motocicleta de concepto retrofuturístico de Yamaha, diseñada siguiendo las líneas del YA-1 de 1955. El Y125 Moegi es impulsado por un motor monocilíndrico de 125cc enfriado por aire (aunque este nuevo motor es un SOHC de cuatro tiempos) ubicado en un bastidor de aluminio por un peso declarado de solo 80 kilogramos (180 libras), lo que hace al Moegi (萌黄, "Verde claro") significativamente más ligero que el YA-1. El Moegi usa una transmisión final de correa de bajo mantenimiento y se desplaza sobre rines de 20 pulgadas.
El motor modificado se basa en la planta de energía del YBR125 y Yamaha reclama un consumo de combustible de 80 km/L (230 mpg-imp; 190 mpg-EE. UU.) Para el Y125 Moegi, lo que lo convierte en un transporte personal eficiente en entornos urbanos.